# Clemens Henzler
Clemens Henzler (* 20. August 1945 in Nauort; † 8. Dezember 2022 in Lahnstein) war ein deutscher Sozialarbeiter und Politiker (CDU).

## Leben
Henzler machte von 1960 bis 1963 eine Handwerkslehre als Fernmeldetechniker bei der Deutschen Bundespost. 1963–1965 arbeitete er im Fernmeldeamt I in Koblenz und leistete von 1965 bis 1967 seinen Wehrdienst in Sontra/Nordhessen und Koblenz. 1969 erwarb er das Abitur auf dem zweiten Bildungsweg. Er studierte an der Fachhochschule für Sozialwesen in Heidelberg, wo er 1973 das Examen in der Fachrichtung Sozialarbeit ablegte. Ab 1975 war er Sozialarbeiter bei der Stadtverwaltung Koblenz, zuletzt als Sozialoberinspektor.

## Politik
1967 trat er der CDU bei. 1971 wurde er Mitglied des CDU-Kreisvorstands, 1982 des CDU-Bezirksvorstands und 1985 Vorsitzender des CDU-Landesfachausschusses Sozial- und Gesundheitspolitik. 1969 wurde er Ortsvorsitzender der Jungen Union, von 1970 bis 1974 Mitglied des Junge-Union-Kreisvorstands. Zwischen 1973 und 1977 war er Landesvorsitzender der Jungen Arbeitnehmer in der Christlich-Demokratischen Arbeitnehmerschaft (CDA), ab 1973 CDA-Landesvorstands und 1975–1982 CDA-Kreisvorsitzender. Ab 1981 war er Bezirksvorsitzender der CDA Koblenz-Montabaur.
1971 wurde er Mitglied des Verbandsgemeinderats Ransbach-Baumbach und 1974 Mitglied des Kreistags des Westerwaldkreises. Daneben war er Mitglied des Ortsgemeinderats Nauort und dort bis 1979 CDU-Fraktionssprecher.
Am 27. Februar 1987 rückte er für Joachim Hörster in den zehnten Landtag Rheinland-Pfalz nach, dem er bis zum Ende der Wahlperiode 1987 angehörte. Im Landtag war er Mitglied im Petitionsausschuss und im Ausschuss für Soziales und Gesundheit.